# Базовий табір Джомолунгми

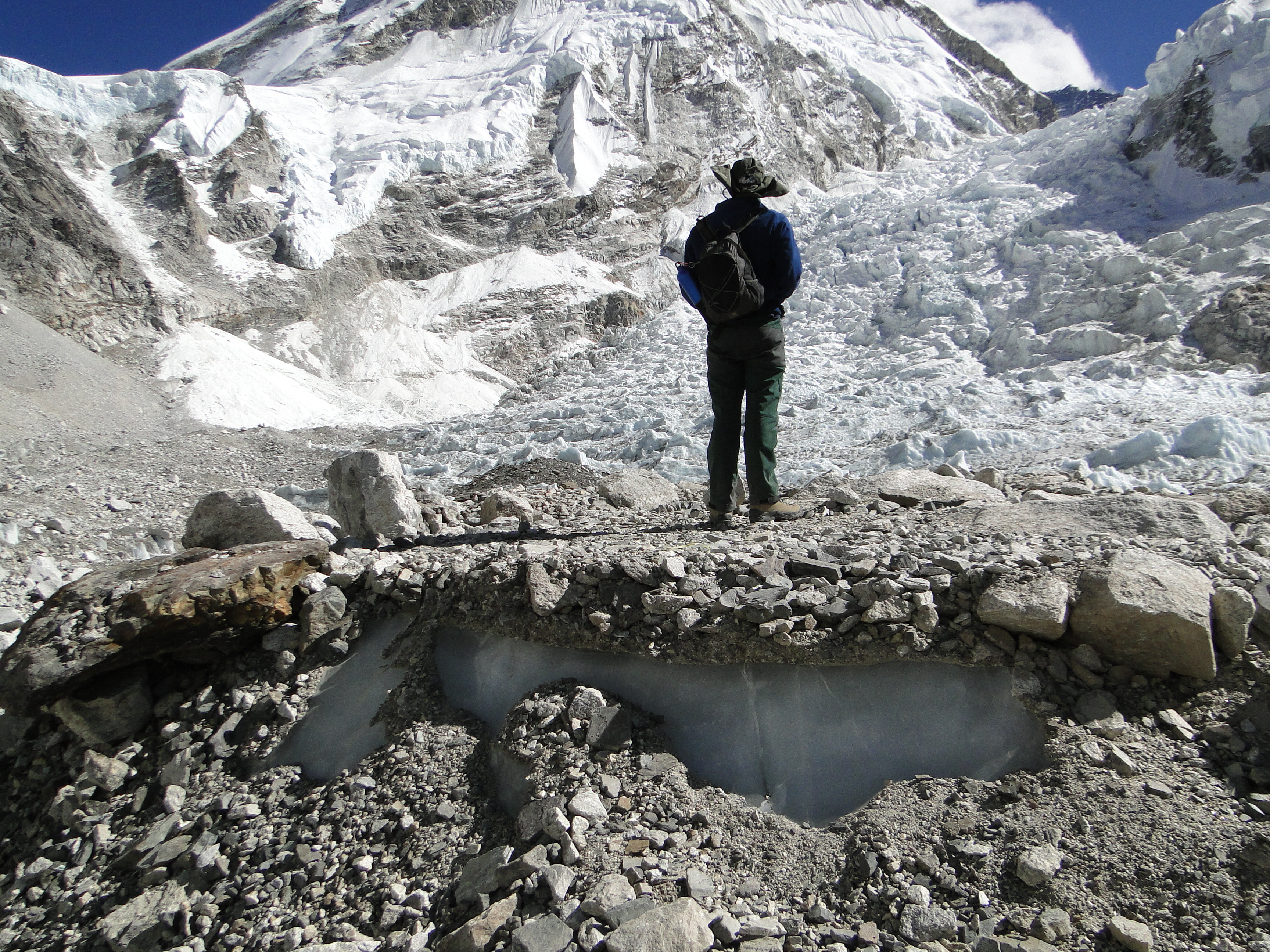
Поблизу Південного табору

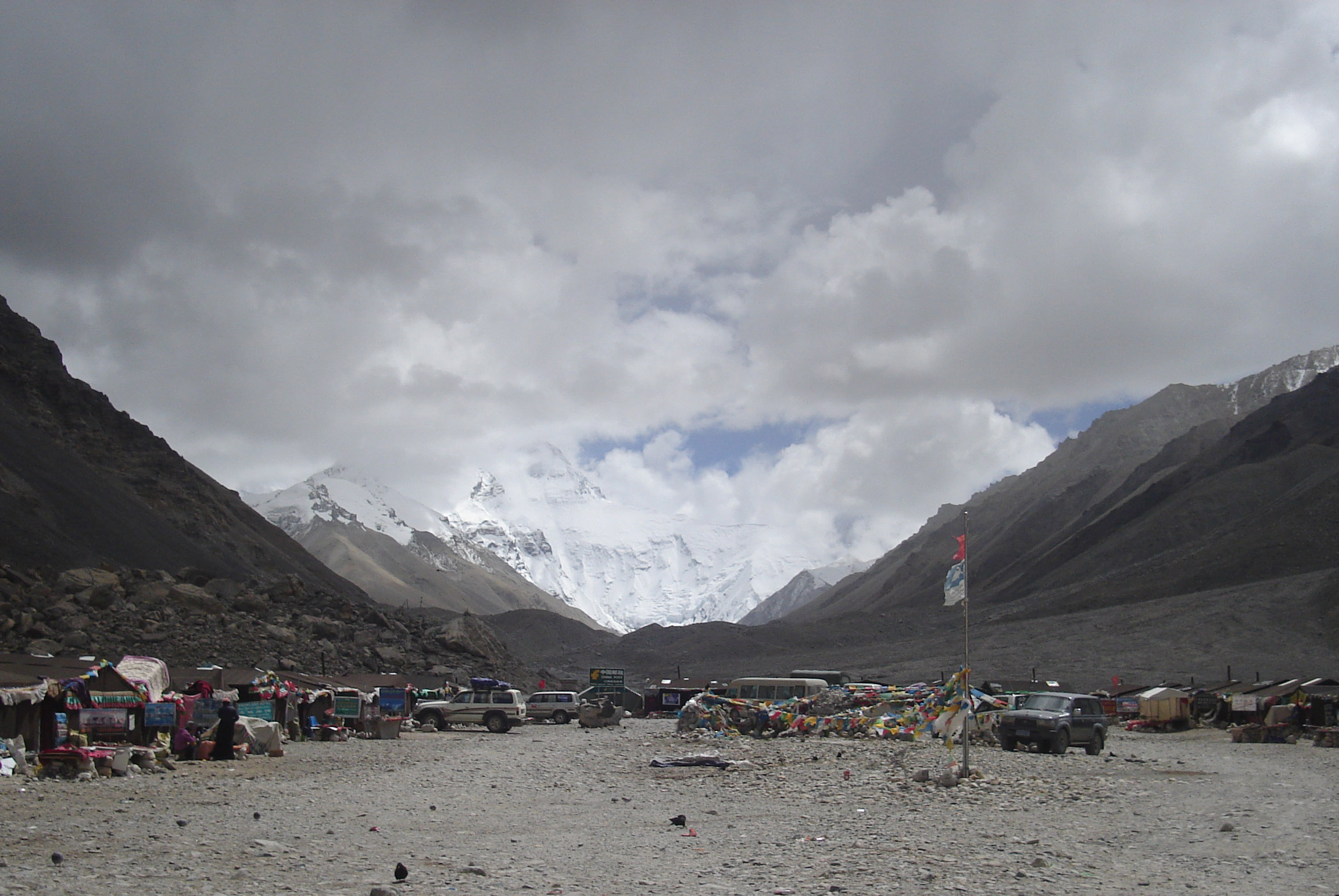
Поблизу Північного табору

Базовий табір Джомолунгми (Евересту) складається з двох таборів, які розташовані з різних сторін гори Джомолунгма у різних державах. Південний знаходиться на території Непалу на висоті 5364 м н.р.м. (28°0′26″ пн. ш. 86°51′34″ сх. д. / 28.00722° пн. ш. 86.85944° сх. д.), а північний — на території Тибету (Китай) на висоті 5150 м н.р.м. (28°8′29″ пн. ш. 86°51′5″ сх. д. / 28.14139° пн. ш. 86.85139° сх. д.).
Ці табори є головними опорними пунктами для альпіністів, що вирушили підкорювати найвищу вершину світу. Залежно від маршруту сходження на Джомолунгму, використовується той або інший табір. Південний табір доступний тільки для людей і тварин (переважно яків), в північний має доступ автотранспорт, але тільки в літні місяці. Відпочинок в таборі упродовж декількох днів є обов'язковим для усіх альпіністів з метою акліматизації і відвертання висотної хвороби. Південний табір є популярнішим серед альпіністів, щорічно в ньому зупиняються декілька тисяч осіб. Найближче місто, звідки сюди зручно добратися, — Лукла, звідти туристи пішки вирушають у селище Намче-Базар уздовж однієї з найвисокогірніших і труднопрохідних річок світу Дудх-Косі, що зазвичай займає два дні переходу. Наступні два дні витрачаються на перехід до села Дінгбоче, потім повз покрите піском замерзле дно висохлого озеро Горакшеп.
Станом на 2010 рік відвідування Північного табору вимагало спеціального дозволу від китайської влади, як і відвідування Тибету взагалі. Для отримання такого дозволу було необхідно в Лхасі узяти напрокат транспорт, водія і провідника. На відміну від Південного табору, до Північного можна піднятися на автомобілі, для чого використовується Шосе Дружби.

## Див. також

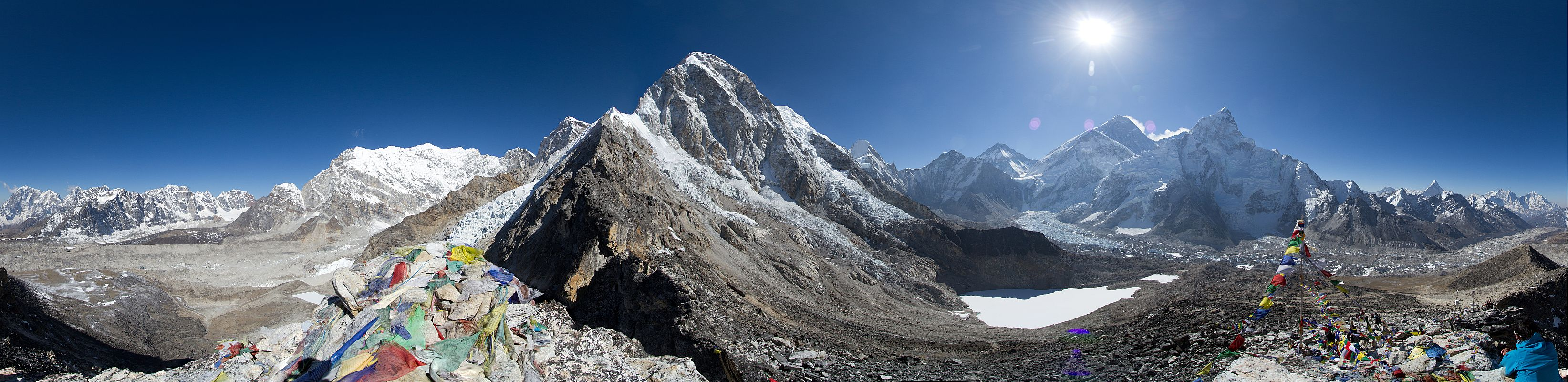
Краєвид, що відкривається з табору